# 요르요스 그리고리우
요르요스 그리고리우(그리스어: Γεώργιος Γρηγορίου, 1871년 ~ ?년)는 그리스의 육상 선수이다. 그는 아테네에서 열린 1896년 하계 올림픽에 참가했다.
그리고리우는 마라톤 종목에 출전한 17명의 선수 중 한 명이었다. 그는 경기 도중 포기한 7명의 선수 중 하나이기도 하다.